# Lawrence Kadoorie, Baron Kadoorie
Lawrence Kadoorie, Baron Kadoorie, Kt, CBE (* 2. Juni 1899 in Hongkong; † 25. August 1993 ebenda) war ein Unternehmer, Hotelier und Philanthrop. Der Milliardär war das erste Mitglied im House of Lords, das aus Hongkong stammte.

## Familiärer Hintergrund
Lawrence Kadoorie entstammte einer angesehenen Tai-Pan-Familie; sein Vater war Sir Elly Kadoorie und sein Onkel Sir Ellis Kadoorie. Seine Vorfahren waren Bagdadi-Juden, die Mitte des 18. Jahrhunderts nach Bombay ausgewandert waren. Sein Vater kam 1880 als armer Mann nach Hongkong, wo er begann, für die Familie Sassoon zu arbeiten. Kadoorie baute sich in Shanghai, Guangzhou (Kanton) und Hongkong ein eigenes Firmenimperium auf, vor allem im Energie- und Baubereich sowie im Hotelgewerbe. Für seine unternehmerischen Leistungen wurde Elly Kadoorie vom britischen König zum Knight Bachelor geschlagen. Während der japanischen Besatzung wurde sein Peninsula Hotel von den Japanern beschlagnahmt und als deren Hauptquartier genutzt. Elly Kandoorie selbst starb in Shanghai im Stanley Camp, während sein Sohn in einem anderen Lager den Krieg überlebte und später unter Hausarrest im Familiensitz Marble Hall in Shanghai stand.

## Lebenslauf

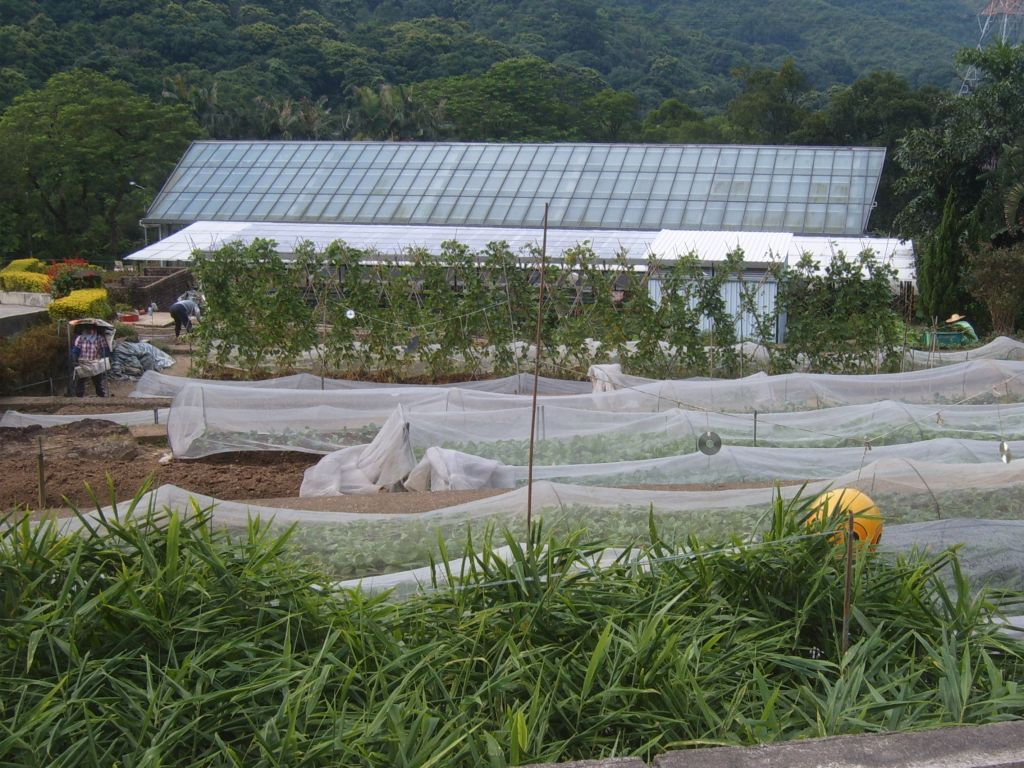
Kadoorie Farm and Botanic Garden

Die zwei Söhne von Elly Kandoorie, Lawrence und sein Bruder Horace, beanspruchten das Hotel nach Kriegsende zurück, aber ihr wichtigster Besitz, die China Light and Power, lag in Trümmern. Vier Jahre später wurden alle Besitzungen der Familie in China von der Volksbefreiungsarmee eingezogen, der Familiensitz in der Bubbling Well Road in Shanghai eingeschlossen. Die Brüder siedelten nach Hongkong über und entschieden, das Werk wieder aufzubauen, das Strom für Kowloon und die New Territories lieferte. Historiker betrachten diese Entscheidung als wesentlich für die wirtschaftliche Erholung Hongkongs nach dem Krieg. Lawrence Kandoori wurde zu einem der reichsten Männer Hongkongs.
Kandoori und sein Bruder führten ihre Unternehmen patriarchalisch, mit aufrichtiger Fürsorge für ihre Mitarbeiter. In ihrem Nachruf schrieb The Independent, dass das Vermögen der Kadoorie noch größer hätte sein können – man schätzte es bei Lawrence Kandooris Tod auf drei Milliarden Dollar –, wenn man die Mitarbeiter mit Billiglöhnen ausgenutzt hätte, wie viele ihrer Zeitgenossen es taten. Die Brüder engagierten sich zudem in zahlreichen wohltätigen Projekten.
Lawrence Kandoori glaubte fest daran, dass eine wirtschaftliche Zusammenarbeit zwischen Hongkong und China sinnvoll sei. Er wies darauf hin, dass die Führung in China im Wesentlichen von praktischen Überlegungen geleitet werde, und teilte nicht die Befürchtungen der Hongkonger Geschäftswelt, wonach Hongkong nach der Rückgabe an China 1997 seine wirtschaftliche Bedeutung einbüßen werden.
Von 1951 bis 1954 war er Mitglied des Hong Kong's Executive Council, wurde 1974 zum Ritter geschlagen und 1981 zum Life Peer als Baron Kadoorie, of Kowloon and of the City of Westminster erhoben in Anerkennung seiner karitativen Leistungen. Er wurde mit dem Ramon Magsaysay Award geehrt, eine Auszeichnung für Leistungen in Asien, nach dem früheren philippinischen Präsident benannt. Er erhielt den belgischen Ordre de la Couronne und wurde als Ritter in die französische Ehrenlegion aufgenommen.
Unter den Projekten, die Kandoori in Gang gebracht und finanziell unterstützt hatte, befindet sich die Kadoorie Agricultural Aid Association, deren Aufgabe es anfangs war, Flüchtlingen aus China eine Lebensgrundlage als Bauern zu verschaffen, die heute als Kadoorie Farm and Botanic Garden weitergeführt wird.
Kandoori starb 1993 im Alter von 94 Jahren und liegt im Jewish Cemetery in Happy Valley in Hong Kong begraben. Seine Frau überlebte ihn um 18 Jahre und starb 2003 im Alter von 96 Jahren. Sein Sohn ist Michael Kadoorie.